# Domachowo (Polanów)
Domachowo (deutsch Hanshagen) ist ein Dorf in der polnischen Woiwodschaft Westpommern. Es gehört zur Gmina Polanów (Pollnow) im Kreis Koszalin (Köslin).

## Geografische Lage
Domachowo liegt 33 Kilometer östlich der Kreisstadt Koszalin an einer Nebenstraße, die in Jacinki (Jatzingen) von der Woiwodschaftsstraße 206 (Koszalin – Polanów) abzweigt und in nördlicher Richtung über Bukowo ((Wendisch) Buckow) nach Sławno (Schlawe) führt. Bis 1945 war Hanshagen Haltepunkt an der Bahnstrecke Schlawe – Pollnow der Schlawer Bahnen.
Nachbarorte von Domachowo sind im Norden Laski, im Nordwesten Bożenice (Bosens), im Süden Bukowo ((Wendisch) Buckow) und im Westen Krytno (Kritten) sowie Sowno (Alt Zowen).

## Ortsname
Auf welcher Person die Namensnennung „Hanshagen“ im Deutschen beruht, ist nicht bekannt. Der Ortsname kommt dreimal in Mecklenburg-Vorpommern vor. Die polnische Namensform „Domachowo“ tritt auch in Polen dreimal auf.

## Geschichte
Das Gründungsjahr des Dorfes ist ebenfalls nicht bekannt. Angeblich soll es noch vor 1870 ein Vorwerk des Gutes Wendisch Buckow gewesen sein. 1858 wird es erstmals als Gut genannt. Besitzer dieses Gutes sind ab 1896 Max Glagau, danach dessen Enkel Hans Harald Ritter und Edler von Xylander, und nach dessen Tod 1941 bis 1945 die Witwe Erika von Xylander.
1867 lebten in Hanshagen 120 Menschen, im Jahr 1925 waren es 203. Der Ort umfasste damals eine Fläche von 575 Hektar. Der Gutshof mit Herrenhaus und Park lag an der Ostseite der Chaussee nach Latzig (Laski) – Schlawe (Sławno). Gegenüber war ein Buchenpark mit verschiedenen Wohnhäusern. Die Arbeiterhäuser lagen südlich des Gutshofes.
Bis 1945 war Hanshagen ein Ortsteil der Gemeinde (Wendisch) Buckow. Es gehörte mit Jatzingen (Jacinki) und Schwarzin (Świerczyna) zum Amtsbezirk Buckow im Landkreis Schlawe i. Pom. im provinzpommerschen Regierungsbezirk Köslin. Das zuständige Standesamt war ebenfalls in Buckow, während das Amtsgericht in Pollnow (Polanów) war.
Am 6. März 1945 marschierten Truppen der Roten Armee in Hanshagen ein. Während die Gutsherrin mit ihrer Tochter kurz vor Einmarsch der Russen nach Westen getreckt war, sind die Dorfbewohner der Aufforderung der Gutsherrin am Treck teilzunehmen nicht gefolgt und fielen den sowjetischen Soldaten in die Hände. 21 Bürger wurden in die Sowjetunion verschleppt.
Infolge des Krieges wurde Hanshagen polnisch und ist heute unter dem Namen Domachowo Teil der Gmina Polanów, jetzt dem Powiat Koszaliński in der Woiwodschaft Westpommern (bis 1998 Woiwodschaft Köslin) zugehörig.

## Kirche
Vor 1945 war die Einwohnerschaft von Hanshagen fast ausnahmslos evangelischer Konfession. Das Dorf gehörte zur Kirche in Kummerow (heute polnisch: Komorowo), die – wie die Kirche in Zirchow (Sierakowo Sławieńkie) – eine Filialkirche des Kirchspiels Krangen (Krąg) war. Es lag im Kirchenkreis Schlawe in der Kirchenprovinz Pommern der Kirche der Altpreußischen Union. Letzter deutscher Geistlicher war Pfarrer Wilhelm Vedder.
Heute gehören die Einwohner von Domachowo überwiegend zur Katholischen Kirche in Polen. Die Pfarrei liegt im Bistum Koszalin-Kołobrzeg (Köslin-Kolberg). Die evangelischen Kirchenglieder werden vom Pfarramt Koszalin (Köslin) in der Diözese Pommern-Großpolen der Evangelisch-Augsburgischen (lutherischen) Kirche in Polen betreut.

## Schule
Die Hanshagener Kinder besuchten vor 1945 die Schule in (Wendisch) Buckow.